# Municipio de Hart (Misuri)
El municipio de Hart (en inglés: Hart Township) es un municipio ubicado en el condado de Wright en el estado estadounidense de Misuri. En el año 2010 tenía una población de 1302 habitantes y una densidad poblacional de 11,28 personas por km².

## Geografía
El municipio de Hart se encuentra ubicado en las coordenadas 37°11′25″N 92°27′50″O / 37.19028, -92.46389. Según la Oficina del Censo de los Estados Unidos, el municipio tiene una superficie total de 115.39 km², de la cual 115,22 km² corresponden a tierra firme y (0,15 %) 0,17 km² es agua.

## Demografía
Según el censo de 2010, había 1302 personas residiendo en el municipio de Hart. La densidad de población era de 11,28 hab./km². De los 1302 habitantes, el municipio de Hart estaba compuesto por el 96,39 % blancos, el 0,69 % eran afroamericanos, el 0,38 % eran amerindios, el 0,46 % eran asiáticos, el 0,08 % eran de otras razas y el 2 % eran de una mezcla de razas. Del total de la población el 1,38 % eran hispanos o latinos de cualquier raza.